# Vikedals kommun
Vikedals kommun (norska: Vikedal kommune) var en kommun i Rogaland fylke i sydvästra Norge. Tätorten Vikedal utgjorde kommunens centralort.

## Administrativ historik
Vikedals kommun upprättades den 1 januari 1838 (som Vikedal formannskapsdistrikt) när Formannskapslovene från 1837 trädde i kraft. Kommunen omfattade då den östra delen av nuvarande Vindafjords kommun (Imslands, Sandeids, och Vikedals socknar), ett område i den västra delen av nuvarande Suldals kommun samt ett mindre område i den östra delen av nuvarande Tysværs kommun. 
Den 1 januari 1923 bröts kommunerna Imsland och Sandeid ut ur kommunen som då minskade från 2 086 invånare före delningen till 924 invånare efter. Den återstående delen omfattade ett område i den östra delen av nuvarande Vindafjords kommun (Vikedals socken), ett mindre område i den västra delen av nuvarande Suldals kommun samt ett mindre område i den östra delen av nuvarande Tysværs kommun.
Den 1 januari 1965 upplöstes kommunen och delades. Huvuddelen (med 978 invånare) fördes, tillsammans med Sandeids kommun och delar av kommunerna Imsland, Skjold och Vats, till den då nybildade Vindafjords kommun medan gårdarna Hapnes och Dokskar (med två invånare) fördes, tillsammans med Nedstrands kommun och delar av kommunerna Avaldsnes, Skjold och Vats, till Tysværs kommun. Kommunen hade vid delningen totalt 980 invånare.
Den 1 januari 1978 överfördes en del av den tidigare kommunen Vikedal (Vormestrands krets med 13 invånare) från Vindafjords kommun till Suldals kommun.